# Куинн, Нилл (ирландский футболист)
Нилл Куинн (англ. Niall Quinn; 6 октября 1966 года, Дублин) — ирландский футболист, нападающий. Участник чемпионатов мира 1990 и 2002 годов, а также чемпионата Европы 1988 года. Член Зала славы английского футбола. Кавалер Ордена Британской империи.

## Клубная карьера
В юношеские годы Куинн довольно успешно играл в гэльский футбол и хёрлинг за команду «Роберт Эмметс», но перейдя в 17-летнем возрасте в «Арсенал» сосредоточился на футболе. В основной команде «Арсенала» Куинн дебютировал в 1986 году, уже через год он стал игроком основного состава, но в дальнейшем он утратил место в основе и за 3 своих последних сезона в «Арсенале» принял участие лишь в 20-ти матчах. В 1990 году он за £800 тыс. перешёл в «Манчестер Сити», где и провёл следующие шесть лет своей карьеры, все эти годы он был твёрдым игроком основного состава, и только в играх чемпионата сумел забить 66 мячей. В 1996 году он за £1,3 млн перешёл в «Сандерленд», и несмотря на травмы и солидный возраст, сумел провести в нём ещё 6 успешных сезонов, забив в течение них 61 гол. Свой последний в карьере матч Куинн сыграл 19 октября 2002 года.

## Карьера в сборной
В составе национальной сборной Куинн всего провёл 92 матча, в которых забил 21 гол, с этим результатом он был лучшим в истории бомбардиром ирландской сборной, пока его результат не превзошёл Робби Кин. Принимал участие в чемпионатах мира 1990 и 2002 годов, а также чемпионате Европы 1988 года.

## Жизнь после спорта
После окончания карьеры футболиста Куинн работал телекомментатором на канале «Sky Sports», написал автобиографию, которая получила положительные отзывы и номинировалась на ряд литературных премий. Успешно занимался бизнесом, создал и возглавил консорциум купивший в 2006 году контрольный пакет акций «Сандерленда», тогда же он стал одновременно президентом и главным тренером «Сандерленда», вскоре он сложил с себя тренерские функции, но президентом оставался до 2012 года. В настоящее время Куинн вновь работает комментатором на «Sky Sports». Куинн ведёт очень активную общественную деятельность, в частности является попечителем благотворительного фонда имени Бобби Робсона.

## Достижения
Арсенал
- Обладатель Кубка Футбольной лиги: 1986/87

Сандерленд
- Чемпион Первого дивизиона Футбольной лиги Англии: 1998/99